# Ministerkabinett der Republik Aserbaidschan
Die Regierung der Republik Aserbaidschan wird seit der Unabhängigkeit 1991 vom Ministerkabinett der Republik Aserbaidschan (aserbaidschanisch: Azərbaycan Respublikası Nazirlər Kabineti – „Kabinett der Minister der Republik Aserbaidschan“) wahrgenommen.
Das Ministerkabinett hat seit 1991, in Nachfolge des Ministerrats der Aserbaidschanischen SSR, seinen Sitz im Regierungsgebäude der Republik Aserbaidschan in der Hauptstadt Baku. Seit 2019 ist Əli Əsədov Ministerpräsident der Republik Aserbaidschan.

## Verfassungsrechtliche Stellung
Für die Organisation und Ausübung der vollziehenden Befugnisse bildet der Präsident der Republik Aserbaidschan das Ministerkabinett. Das Ministerkabinett ist das übergeordnete Organ der vollziehenden Gewalt des Präsidenten der Republik Aserbaidschan. Es untersteht dem Präsidenten und ist ihm rechenschaftspflichtig.

## Zusammensetzung
Das Ministerkabinett besteht gemäß Artikel 115 der Verfassung der Republik Aserbaidschan aus dem Premierminister, seinen Stellvertretern und den Ministern.
Der Ministerpräsident wird vom Präsidenten der Republik Aserbaidschan mit Zustimmung des Parlaments ernannt. Auf den Sitzungen des Ministerkabinetts führt in der Regel der Ministerpräsident den Vorsitz.
Der Präsident entlässt den Premierminister. Der Präsident ernennt und entlässt die Mitglieder des Ministerkabinetts.

### Aktuelle Zusammensetzung
| Amt                                                                                | Name                         | Bild | Amtsantritt       |
| ---------------------------------------------------------------------------------- | ---------------------------- | ---- | ----------------- |
| Präsident der Republik Aserbaidschan                                               | İlham Əliyev                 |      | 15. Oktober 2003  |
| Erste Vizepräsidentin der Republik Aserbaidschan                                   | Mehriban Əliyeva             |      | 21. Februar 2017  |
| Ministerpräsident                                                                  | Əli Əsədov                   |      | 8. Oktober 2019   |
| Erster stellvertretender Ministerpräsident                                         | Yaqub Eyyubov                |      | 13. Februar 2003  |
| Stellvertretender Ministerpräsident                                                | Əli Əhmədov                  |      | 22. Oktober 2013  |
| Stellvertretender Ministerpräsident                                                | Şahin Mustafayev             |      | 22. Oktober 2019  |
| Minister für Landwirtschaft                                                        | İnam Kərimov                 |      | 21. April 2018    |
| Minister für Kultur                                                                | Anar Kərimov (kommissarisch) |      | 20. Juli 2020     |
| Minister für Verteidigung                                                          | Zakir Həsənov                |      | 22. Oktober 2013  |
| Minister für Verteidigungsindustrie                                                | Mədət Quliyev                |      | 20. Juni 2019     |
| Minister für Ökologie und natürliche Ressourcen                                    | Muxtar Babayev               |      | 23. April 2018    |
| Minister für Wirtschaft                                                            | Mikayıl Cabbarov             |      | 23. Oktober 2019  |
| Minister für Bildung                                                               | Emin Əmrullayev              |      | 27. Juli 2020     |
| Minister für Notsituationen und Katastrophenschutz                                 | Kəmaləddin Heydərov          |      | 6. Februar 2006   |
| Energieminister                                                                    | Pərviz Şahbazov              |      | 12. Oktober 2017  |
| Finanzminister                                                                     | Samir Şərifov                |      | 18. April 2006    |
| Außenminister                                                                      | Ceyhun Bayramov              |      | 16. Juli 2020     |
| Gesundheitsminister                                                                | Oqtay Şirəliyev              |      | 20. Oktober 2005  |
| Innenminister                                                                      | Vilayət Eyvazov              |      | 20. Juni 2019     |
| Justizminister                                                                     | Fikrət Məmmədov              |      | 19. April 2000    |
| Minister für Arbeit und sozialen Schutz der Bevölkerung                            | Sahil Babayev                |      | 21. April 2018    |
| Minister für Verkehr, Kommunikation und Hochtechnologien                           | Ramin Quluzadə               |      | 13. Februar 2017  |
| Minister für Jugend und Sport                                                      | Azad Rəhimov                 |      | 7. Februar 2006   |
| Vorsitzender des Staatsausschusses für Städtebau, Stadtplanung und Architektur     | Anar Quliyev                 |      | 8. Januar 2020    |
| Vorsitzende des Staatsausschusses für Familien-, Frauen- und Kinderangelegenheiten | Bahar Muradova               |      | 12. März 2020     |
| Vorsitzender des Staatsausschusses für Flüchtlinge und Binnenvertriebene           | Rövşən Rzayev                |      | 21. April 2018    |
| Vorsitzender des Staatsausschusses für die Diaspora                                | Fuad Muradov                 |      | 23. April 2018    |
| Vorsitzender des Staatsausschusses für die Arbeit mit religiösen Organisationen    | Mübariz Qurbanlı             |      | 21. Juli 2014     |
| Vorsitzender des staatlichen Zollausschusses                                       | Səfər Mehdiyev               |      | 23. April 2018    |
| Vorsitzender des staatlichen Statistikausschusses                                  | Tahir Budaqov                |      | 13. August 2015   |
| Chef des Auslandsgeheimdienstes                                                    | Orxan Sultanov               |      | 14. Dezember 2015 |
| Chef des Staatsgrenzdienstes                                                       | Elçin Quliyev                |      | 31. Juli 2002     |
| Chef des staatlichen Migrationsdienstes                                            | Vüsal Hüseynov               |      | 23. April 2018    |
| Chef des Staatssicherheitsdienstes                                                 | Əli Nağıyev                  |      | 20. Juni 2019     |
| Chef des Dienstes für Mobilisierung und Wehrpflicht                                | Arzu Rəhimov                 |      | 13. Februar 2012  |
| Vorsitzender der staatlichen Agentur für Lebensmittelsicherheit                    | Qoşqar Təhməzli              |      | 25. Dezember 2017 |
| Vorsitzender der staatlichen Tourismusagentur                                      | Fuad Nağıyev                 |      | 23. April 2018    |

## Kompetenzen
Das Ministerkabinett hat die folgenden Kompetenzen und Aufgaben:
- erstellt den Entwurf des Staatshaushalts der Republik Aserbaidschan und legt ihn dem Präsidenten der Republik Aserbaidschan vor;
- gewährleistet den Vollzug des Staatshaushalts;
- gewährleistet die Durchführung der Finanz-, Kredit- und Geldpolitik;
- gewährleistet die Ausführung der staatlichen Wirtschaftsprogramme;
- gewährleistet die Ausführung der staatlichen Sozialprogramme;
- leitet die Ministerien und anderen Zentralorgane der vollziehenden Gewalt und hebt deren Akte auf;
- entscheidet andere Frage, die der Präsident der Republik Aserbaidschan seiner Zuständigkeit zugewiesen hat.[8]

## Regelungen
Die Arbeitsweise des Ministerkabintess der Republik Aserbaidschan wird in der Geschäftsordnung des Ministerkabinetts der Republik Aserbaidschan geregelt. Die Geschäftsordnung des Ministerkabinetts wird durch den Präsidenten bestimmt.

## Immunität des Ministerpräsidenten
Der Artikel 123 der aserbaidschanischen Verfassung besagt, dass der Ministerpräsident das Recht der Immunität genießt. Der Ministerpräsident kann verhaftet werden, falls er auf frischer Tat erwischt wird. Er darf nicht mit einer gerichtlich verhängten Verwaltungsstrafe belangt oder einer Durchsuchung oder Personenkontrolle unterzogen werden.
Über die Aufhebung der Immunität entscheidet auf Antrag des Generalstaatsanwalts der Republik Aserbaidschan der Präsident.